# Sandra Balsells
Sandra Balsells (Barcelona, 1966) es una fotoperiodista española, licenciada en Periodismo en la Universidad Autónoma de Barcelona (1989). Desde el comienzo de su carrera periodística está comprometida con la historia y la comunicación... La creencia de hace 15 años de que con la fotografía y el periodismo cambiaríamos el mundo se ha desvanecido (Balsells, Sandra 2006).

## Biografía
Tras licenciarse en Barcelona se traslada a Londres a cursar un Postgrado de Fotoperiodismo en el London College of Printing, y comienza su trayectoria como fotógrafa freelance. Su trabajo se focaliza en un primer momento en la zona de los Balcanes, entre los años 1991 y 2000, documentando la desmembración de la antigua Yugoslavia y colaborando de freelances para varios medios nacionales e internacionales. Desde 1995 compagina su trabajo de fotoperidismo con la docencia en la Universidad Ramon Llull. y colabora en Grisart Escola Internacional de Fotografia de Barcelona.
También ha realizado numerosos reportajes en países como Israel, Palestina, México, Canadá, Cuba, Mozambique, Haití o Italia (Sicilia). Su experiencia en conflictos bélicos le ha permitido participar en una cincuentena de exposiciones individuales y colectivas, y su obra forma parte de varias colecciones privadas y públicas.  Es autora y coautora de varias publicaciones, como es la compilación fotográfica Balkan in memoriam (Blume, 2002), y coautora del libro Montreal Metropole vue par 30 grands reporteros (Aux Yeux lleva Monde, 2000), es coautora de los documentales televisivos Dying for the Truth (Channel 4, 1994) y Retratos del alma (TVC, 2004).
Por su trabajo realizado sobre la guerra y la posguerra en la antigua Yugoslavia se le concedió en 2006 el premio Ortega y Gasset a la Mejor Labor Informativa por su trabajo sobre las guerras balcánicas. 
También participa comisariando proyectos expositivos como Latidos de un mundo convulso (Lunwerg-Caja Madrid, 2007) y Desaparecidos (CCCB, La Casa encendida y MUSAC, 2011)., el proyecto Silenciosa espera en el XII Encuentros Fotográficos de Gijón en noviembre de 2015.

## Series fotográficas
El trabajo gráfico documental de Sandra Balsells combina la técnica de la [cámara] analógica y la digital. Las series fotografías y reportajes de mayor divulgación pueden consultarse a través de los siguientes enlaces:
1. Balcanes Selección de fotografías tomadas en Croacia y Bosnia-Herzegovina, de su estancia en la ex Yugoslavia durante más de 10 años de trabajo. En su libro Balkam Memoriam (2002) se muestra una colección de 100 fotografías que van desde el inicio del conflicto hasta la caída de Milosevich en el año 2000.[4]
2. Rumanía Reportaje realizado a los diez años de la caída de [Nicolae] Ceausescu.
3. Oriente Próximo ...
4. Cuba. Sanidad ...
5. Haití ...
6. Sicilia. En procesión ...
7. Cuba. Aniversario de la revolución ...
8. Lampedusa. Primera frontera ...
9. IESE Formación de élites ...

## Libros[5]
- Gervasio Sánchez [2010]. Sandra Balsells. "Introducción". Coord. La Fábrica Editorial. ISBN 978-8492841158

- Latidos de un mundo convulso [2007]. VV.AA. Sandra Balsells. Lunwerg. ISBN 978-8497853989

- Haití, el tercer món ocult [2003] : del 3 de juliol al 13 de setembre de 2003, Aire F, Sala d'Exposicions de l'Alliance Française de Granollers, Granollers. [Granollers] : Ajuntament de Granollers. ISBN 84-930014-6-5

- Balkan, in memoriam [2002] / Sandra Balsells ; [traducciones, Magda Mirabet, Angela Reynolds, Gani Jakupi]. Barcelona Intermon Oxfam, 2002. ISBN 84-95939-13-4

- Montréal. : Métropole vue par 30 grands reporters, Edition bilingue français-anglais [2000].VV.AA. Aux Yeux Du Monde. ISBN 978-2980663413